# Alosa agone
Alosa agone és una espècie de peix de la família dels clupeids i de l'ordre dels clupeïformes.

## Morfologia
- Els mascles poden assolir 39 cm de llargària total i 760 g de pes.[2][3]

## Distribució geogràfica
Es troba a Europa: llacs Como, Garda, Orta, Maggiore, Lugano i Iseo (nord d'Itàlia i Suïssa). Ha estat introduït als llacs Bolsena, Bracciano i Vico (Itàlia central).